# Marsovo polje, Sankt Peterburg
Marsovo polje (rusko: Ма́рсово по́ле, tr. Marsovo Polye) je velik trg v središču Sankt Peterburga. V svoji dolgi zgodovini je bil izmenično travnik, park, vrt za zabave, vojaško parado, revolucionarni panteon in javno zbirališče.
Prostor, ki ga zdaj pokriva Marsovo polje, je bil sprva odprto območje močvirnih zemljišč okoli Admiralitete in carsko rezidenco v Poletnem vrtu. Izsušili so ga s prekopavanjem kanalov v prvi polovici 18. stoletja, sprva pa je služil kot park, gostil je gostilno, pošto in carsko menažerijo (zverinjak). Sredi 18. stoletja, priljubljen pri plemstvu, je več vodilnih oseb Petrove družbe naokoli postavilo svoje mestne hiše. Pod Petrom Velikim je bil urejen s potmi za hojo in jahanje ter gostil je vojaške parade in festivale. Pod Petrovim naslednikom so ga imenovali Prazen travnik in Veliki travnik. Carici Ana Ruska in Elizabeta Ruska sta tu zgradili svoje poletne palače in ga preuredili v park za zabavo s paviljoni in sprehajalnimi potmi. V tem obdobju so bila zgrajena tudi gledališča in s carskim pokroviteljstvom je trg postal Caričin travnik. Nove mestne hiše in palače so se razvile ob mejah trga in proti Nevi. V času vladavine carja Pavla I. in njegovega sina Aleksandra I. je trg dobil bolj borilni namen, z gradnjo vojaških spomenikov v poznem 18. in začetku 19. stoletja. V potrditev tega in njegove vloge pri gostovanju vojaških pregledov in parad je bil leta 1805 preimenovano v Marsovo polje.
Trg je bil del nadaljnjega razvoja območja arhitekta Carla Rossija v poznih 1810-ih, ki je vključeval nove stavbe po obodu in širitev ulic in pročelja. V 19. stoletju je na Marsovem polju izmenično prihajalo do velikih vojaških pregledov in javnih festivalov. Športne in druge prostočasne dejavnosti so se odvijale v zgodnjem 20. stoletju. Po februarju 1917 je trg postal slovesno pokopališče številnih ubitih med februarsko revolucijo. Gradnja spomenika, Spomenika borcem revolucije, je potekala med letoma 1917 in 1919 v središču Marsovega polja. Spomenik je postal središče zgodnjega panteona umrlih v službi sovjetske države, pokopi nekaterih mrtvih oktobrske revolucije in ruske državljanske vojne pa tudi vidnih osebnosti v vladi med letoma 1917 in 1933. Med letoma 1918 in 1944 se je Marsovo polje preimenovalo v Trg žrtev revolucije. Trg je bil zasnovan z zelenjavnimi vrtovi, ki so pomagali nahraniti mesto med obleganjem Leningrada, gostil pa je tudi topniško baterijo. Obnovitve so potekale po vojni, vključno z namestitvijo prvega večnega ognja v Rusiji. V po-sovjetskem obdobju je Marsovo polje postalo priljubljena lokacija za demonstracije in proteste.

## Lega
Trg obsega površino skoraj 9 hektarjev. Na severno območje Marsovega polja mejijo Marmorna palača, Suvorov trg, Betskoy in Saltikov dvorec, ki jih od trga loči Millionnaja ulica. Zahodno so nekdanje vojašnice Pavlovskega polka. Reka Mojka tvori južno mejo, čez katero sta Mihajlovski dvorec in vrt. Vzhodno stran omejuje Labodji kanal, ki ločuje Marsovo polje od Poletnega vrta.

## Carsko obdobje

### Petrov park
V zgodnjem 18. stoletju je območje, ki je sčasoma postalo Marsovo polje, močvirno območje z drevesi in grmovnicami med reko Nevo na severu, reko Mja (danes Mojka) in Krivuša (danes Gribojedov kanal)  južno. Z ustanovitvijo carske rezidence v Poletnem vrtu leta 1704 je območje postalo varovalni pas, ki je ločeval carjevo posest od ostalega mesta. Med letoma 1711 in 1721 sta bila proti vzhodu in zahodu izkopana dva kanala, Labodji in Rdeči, z namenom izsuševanja ozemlja. To je ustvarilo približno pravokotno parcelo, ki se je sprva imenovala preprosto Pustoi (rusko: Пустой), kar pomeni 'prazno' - potem ko so bila podrta drevesa, ki so tu rasla, ov 1720-ih pa Veliki travnik (rusko: Большой Луг). 
Na severozahodnem delu zemljišča je bila leta 1712 zgrajena gostilna, leta 1714 obnovljena kot pošta. Med letoma 1713 in 1717 je območje gostilo carjevo menažerijo, ki je vsebovala različne ptice in živali, vključno s slonom. Z izgradnjo Rdečega kanala so menažerijo prestavili na ulico Hamova (danes Mohova). Z dokončanjem Rdečega kanala leta 1721 je zahodni rob Velikega travnika postal priljubljeno mesto plemstva za gradnjo velikih mestnih hiš. Tisti, ki so se naselili na tem območju, so bili Charles Frederick, vojvoda Holstein-Gottorp, Aleksander Rumjancev, Adam Vejde in Pavel Jagužinski ter hči Petra Velikega, Elizabeta Petrovna. S kanali, izkopanimi za odvajanje vode, je bila zemlja kmalu izsušena in po ukazu Petra Velikega izravnana, očiščena in posejana s travo, s sprehajalnimi potmi in za jahanje. Veliki travnik je postal lokacija vojaških parad in praznovanj. Tu so potekale proslave Nistadske pogodbe iz leta 1721 s triumfalnim lokom v počastitev pogodbe. Območje je postalo znano kot Zabaviščno polje (rusko: Потешное поле). Gottorpov globus je bil kmalu po prihodu v Sankt Peterburg sprva nameščen na prostoru v nekdanjem naselju slonov. Zanj je bila zgrajena posebna stavba, ki je bila odprta za javnost, preden se je poleti 1726 globus preselil v stavbo Kunstkamero na otoku Vasiljevski.

### Carski travnik
V času vladavine cesarice Katarine I. se je polje imenovalo Travnik pred Poletno palačo (rusko: Луг перед Летним дворцом), med vladanjem njenih naslednikov carice Ane in carice Elizabete pa je postalo mesto Poletne palače, ki jo je oblikoval Francesco Bartolomeo Rastrelli. Pod carico Ano je travnik vsako leto dva tedna gostil vojaške vaje in parade. Po teh paradah so častniki večerjali v Poletni palači, vojaki pa so jedli na travniku. Carica Ana je februarja 1740 odredila popravila in izboljšave prostora, vključno s sajenjem dreves in odstranitvijo nekaterih stavb. Arhitekt Mihail Zemcov je zasnoval 24 vrtnih paviljonov in nadzoroval postavitev novih poti in zasaditev dreves, ki sta jih izvedla Harmen van Bol'es in njegov vajenec Ilija Surmin. V središču je bila fontana, okrašena z zmaji, delfini in maskami Konrada Osnerja. Nadaljnje delo je potekalo v zgodnjem obdobju vladavine carice Elizabete z novimi prehodi in sajenjem dreves. Prostor je postal znan kot Promenada (rusko: Променад), ob državnih praznikih pa je še naprej gostil zanimivosti in kioske. Še vedno je bila priljubljena lokacija hiš bogatih in močnih, nekdanjo rezidenco vojvode Holstein-Gottorp pa je carica Elizabeta podarila svojemu favoritu Alekseju Razumovskemu. Tudi dvorni zdravnik Jean Armand de Lestocq in vojaški poveljnik Stepan Fjodorovič Apraksin sta postavila hiši.
Leta 1750 je bilo na trgu zgrajeno gledališče, ki ga je zasnoval Rastrelli in je nadomestilo prejšnje, ki je stalo na vogalu Katarininega kanala in Nevskega prospekta, a je leta 1749 pogorelo. Novo gledališče je bilo lesena konstrukcija na kamniti podlagi in je imelo tri stopnje lož. Zgradilo ga je 353 vojakov garnizije, dokončano pa je bilo 25. aprila. Svojo prvo predstavo, komično opero, je gostilo 3. maja, s čimer je postalo prva operna hiša v Rusiji. Sčasoma so ga opustili in ga konec 18. stoletja porušili. Od leta 1751 je območje pred Poletno palačo postalo znano kot Caričin travnik. Na bregovih Mojke je gostil  tudi Malo gledališče in je bil prizorišče nemške skupine, ki jo je vodil Karl Knipper, in je nastopila z učenci mestnega doma za najdenčke. Obnovljeno oktobra 1781 po naročilu Katarine Velike je nadaljevalo z gostovanjem predstav. Ivan Dmitrevski, igralec v trupi in pozneje režiser, je poskrbel za to, da je predstavil prve produkcije komičnih del Denisa Fonvizina, vključno z Brigadirjem in Manjšim. Gledališče je gostilo tudi predstave Katarininih dram in prvo predstavo Pierre Beaumarchaisa Seviljski brivec v Rusiji. Malo gledališče je bilo leta 1797 porušeno po ukazu novega carja Pavla I. Gledališki most, del Trodelnega mostu, je opomnik na obstoj gledališča.
Mesto se je v drugi polovici 18. stoletja še naprej širilo in ob severni meji travnika ob nabrežju Neve so bile zgrajene velike mestne hiše in palače. Marmorna palača je bila prva, zgrajena med letoma 1765 in 1785. Jurij Felten je zasnoval trinadstropno stavbo Lombard, da bi zamenjal rezidenco Razumovski na zahodni strani travnika, na križišču s prestižno ulico Millionnaja. Huda poplava leta 1777 je poškodovala ali uničila številne značilnosti Promenade. To je v veliki meri dokončalo uničenje trate in rastlinja. Rdeči kanal je bil zapolnjen leta 1780 in je postal prometnica, ki je dobila leta 1798 ime Caričinska ulica. Razširitev čez travniško Nevo pročelje se je nadaljevala v 1780-ih z gradnjo servisnega krila Marmorne palače ter Beckovega in Saltikovega dvorca.

### Prizorišče vojaških parad
Leta 1799 je bil v središču polja postavljen obelisk, ki ga je zasnoval Vincenzo Brenna, in v letu 1801 je bil na južni strani polja odkrit spomenik Suvorovu, delo Mihaila Kozlovskega. V času kratke vladavine Pavla I. so Caričin travnik uporabljali predvsem za vojaške parade in vaje, s sinom Aleksandrom I. pa je zemljo prenesel od mestnih oblasti k vojski. 16. maja 1803 so na zemlji postavili vrtiljake, stojnice in druge zabaviščne paviljone kot del praznovanja stoletnice ustanovitve Sankt Peterburga. Borbena narava območja je bila leta 1805 okrepljena s preimenovanjem v Marsovo polje v spomin na Marsa, boga vojne v rimski mitologiji, ki ga je Kozlovski na svojem spomeniku upodobil kot Aleksandra Suvorova. Novo ime se je sklicevalo tudi na Campus Martius v Rimu in na Champ de Mars v Parizu, pri čemer je potegnil vzporednice in trdil, da naj bi tudi Sankt Peterburg veljal za veliko evropsko prestolnico. Ime Caričin travnik se je na nekaterih zemljevidih pojavljalo vse do leta 1917. Puškin je v svoji pesmi Bronasti konjenik iz leta 1833 priznal vojaško povezavo.
Vojska je preostalo travnato površino spremenila v prah, ki se je, ko so jo dvignili vojaški čevlji, raznašal po mestu, prekril drevesa bližnjega Poletnega vrta in Marsovo polje si je prislužilo vzdevek Sanktpeterburška Sahara.
Naslednja večja prenova območja je bila leta 1818, arhitekt Carlo Rossi pa jo je vključil v razvoj arhitekturnega ansambla proti jugu, osredotočenega okoli posestva palače Mihajlovski. Rumjancev obelisk na otoku Vasiljevski je bil odstranjen, medtem ko je spomenik Suvorovu prestavljen na nov trg, pozneje imenovan Suvorov trg, severno od Marsovega polja na obrežju Neve ter med Marmorno palačo in Saltikovim dvorcem. Med letoma 1817 in 1821 je bila zgrajena velika stavba na zahodu trga, ki jo je zasnoval Vasilij Stasov za bivanje Pavlovskega polka, zahodni ansambel pa zaključil s hišami med Mojko in južno od stavbe Pavlovskega polka. Leta 1823 se je Sadovska ulica kot del prenove okoli Marsovega polja in Mihailovskega dvorca razširila do vzhodnega roba Marsovega polja in se povezala s potjo, ki poteka vzporedno z Labodjim kanalom in z Milijonsko Ulica, ki je prešla severno mejo.
Marsovo polje je od 1820-ih postalo glavno mesto za vojaške parade v Sankt Peterburgu. Pregledi stražarskega korpusa so bili organizirani vsak maj, pred odhodom carske družine v poletne rezidence, skupaj s paradami v počastitev pomembnih dogodkov. 23. septembra 1829 je bilo po rusko-turški vojni molitveno bogoslužje, parada leta 1831 je obeležila konec sovražnosti s Poljsko po novembrski vstaji. To parado je upodobil na sliki Grigorij Černecov, in je danes v zbirkah Ruskega muzeja. 21. aprila 1856 je bil na terenu opravljen še en pregled, s katerim so obeležili slovesno razpustitev polkov narodnih milic, ki so bili v službi v krimski vojni. Georgiana Bloomfield, žena britanskega veleposlanika Johna Bloomfielda, je opisala pregled na terenu leta 1846.
Videl sem čudovit prizor: car Nikolaj je na Marsovem polju prikazal 40 tisoč vojakov. Dan je bil lep in jasen, imel sem krasno mesto ob oknu v palači kneza Oldenburga. Ob eni uri so se vse čete postrojile in car je s svojim spremstvom, v katerem so bili vsi vojaški diplomatski korpusi, vključno z mojim možem, stopil do vrst, čete so vzklikale Ura! in zvok takšne množice glasov je stresel zrak. Nato se je suveren približal Letnemu vrtu in vse čete so defilirale pred njim: najprej lahka artilerija, nato pehota, za njimi konjenica, ki jo je spremljala težka artiletija ... 
Majske vojaške parade so med vladanjem Aleksandra III. prenehale, vendar so se začele pod njegovim sinom Nikolajem II.

## Revolucionarno in sovjetsko obdobje

### Revolucionarni pokopi
Po februarski revoluciji se je Petrograjski sovjet odločil, da bo ustvaril častno občinsko pokopališče za pobite v nemiru in izbralo se je Marsovo polje. Pomemben premislek je bil načrt postavitve domnevne ustanovne skupščine na Marsovem polju, ki bi potem pregledala spomenik padlim v revoluciji. V središču Marsovega polja so bili izkopani štirje veliki grobovi.
Pokopi naj bi bili 5. aprila 1917, vendar so pred tem krožile, da pogrebnih obredov ne bo. Sorodniki umrlih so pohiteli z zahtevami in jih pokopali na drugih pokopališčih s tradicionalnimi obredi. Na Marsovem polju je bilo navsezadnje pokopanih le 184 žrtev, ki jih je sestavljalo 86 vojakov, 9 mornarjev, 2 častnika, 32 delavcev, 6 žensk, 23 ljudi, za katere družbenega statusa ni bilo mogoče določiti in 26 neznanih mrtvih. Mestni svet je 5. april razglasil za dela prost dan. Grobovi so bili pripravljeni s peskanjem jarkov v zamrznjeni zemlji, spuščanje vsake krste pa je bilo označeno s topom iz  Petropavlovske trdnjave. Po eni oceni se je pogreba udeležilo približno 800.000 ljudi. Natečaj za oblikovanje spominskega obeležja je dobil Lev Rudnev in 7. novembra 1919 je bil odprt Spomenik borcem revolucije. Okoli spomenika so bili vpisani epitafi Anatola Lunačarskega, ljudskega komisarja za šolstvo. 

### Sovjetski panteon
Pokopi mrtvih februarske revolucije so začeli trend, da je Marsovo polje postalo panteon tistih, ki so umrli v službi revolucije in doseganja sovjetske oblasti. Prvi posamezen pokop V. Volodarskega je bil 23. junija 1918. Volodarski, član predsedstva Vseruskega centralnega izvršnega odbora, je bil umorjen tri dni prej. Kasneje istega leta so bili pokopani številni mrtvi iz oktobrske revolucije. V naslednjih letih so sledili Moisej Uricki, predsednik petrograjske čeke, ki je bil umorjen avgusta 1918; Semjon Nahimson, ki je bil julija 1918 ubit v Jaroslaveljski vstaji; poveljnik v državljanski vojni A. S. Rakov leta 1919 in član ruskega Centralnega izvršnega odbora Semjon Voskov leta 1920. Marsovo polje se je v tem obdobju še naprej uporabljalo za vojaške parade in vadbeni poligon, kjer je 18. septembra 1918 potekal pregled prvih rdečih častnikov. Ob prvi obletnici oktobrske revolucije se je Marsovo polje preimenovalo v Trg žrtev revolucije, včasih pa so ga poimenovali tudi Trg grobov žrtev revolucije.
Tloris trga se je nadalje razvil po postavitvi spomenika, z vrtovi in potmi po zasnovi Ivana Fomina. Prvi Subbotnik, sobota, namenjena prostovoljnemu delu, je potekal 1. maja 1920, na njem pa je 16.000 mestnih prebivalcev posadilo več kot 60.000 grmov in dreves na trgu, uredilo poti in uličice ter odstranjevalo odpadke. Marsovo polje so 19. julija 1920 obiskali delegati 2. svetovnega kongresa Kominterne pod vodstvom Vladimirja Lenina. Prenova je bila dokončana leta 1921, 25. oktobra pa je bil trg prenesen mestni upravi kot vrt in park. Leta 1922 sta Kominterna in Vseruski centralni izvršni odbor predlagala oblikovanje spomenika Oktobrski revoluciji, vendar projekt ni bil nikoli izveden. Zadnji pokop na trgu, tajnik leningrajskega mestnega odbora CPSU Ivana Gaza, je bil 8. oktobra 1933.

### Vojna raba in povojni spomenik
Trg je bil poleti 1942 urejen z zelenjavnimi vrtovi, ki so pomagali nahraniti mesto med obleganjem Leningrada. Na terenu je bilo tudi šest protiletalskih baterij ter rovi za zavetje pred bombnimi napadi.  Prejšnje ime trga, Marsovo polje, je bilo obnovljeno 13. januarja 1944. Med letoma 1947 in 1955 je bil nameščen večni ogenj, ki so ga 6. novembra 1957 v središču trga prižgali v spomin na žrtve različnih vojn in revolucij. Plamen, prižgan iz peči v tovarni Kirov, je bil prvi večni ogenj v Rusiji. Plamen z Marsovega polja je bil uporabljen tudi za prižiganje večnega plamena na spominskem pokopališču Piskarjovskoje 9. maja 1960 in na drugih spomenikih v Sankt Peterburgu. Plamen je bil leta 1967 izročen Moskvi in 8. maja je prižgal večni plamen na Grobnici neznanega vojaka v bližini Kremeljskega obzidja.

## Posovjetsko obdobje
Trg je bil znova obnovljen med letoma 1998 in 2001. Posadili so več kot 3800 novih grmov in dreves ter popravili poti in trate. Restavriran je bil tudi Spomenik borcem revolucije, ki so ga 14. novembra 2003 obnovili s plamenom, ki je bil spet pripeljan iz peči Tovarne Kirov. Do začetka 2000-ih, ko sta parkiranje in prevoz po mestu postala problematična, so se občasno pojavili predlogi za izgradnjo parkirišča pod Marsovim poljem. Zaradi prisotnosti grobov so prebivalci nasprotovali tem načrtom. Leta 2014 so spomenik restavrirali strokovnjaki iz Državnega muzeja mestne skulpture.

### Prostor javnega zbiranja
Do sredine 2000-ih je Marsovo polje postalo priljubljena lokacija za demonstracije in proteste glede vprašanj, kot so politični zaporniki, poštene volitve, protikorupcijski ukrepi itd. Ta status je bil priznan decembra 2012, ko je bil trg imenovan kot Hyde Park guvernerja Sankt Peterburga Georgija Poltavčenka, s čimer je postal »posebej določeno mesto v mestu za kolektivno razpravo o družbeno pomembnih vprašanjih in izražanje javnega mnenja državljanov«.  Posebno velik shod je bil organiziran 12. junija 2017, ki se ga je udeležilo več kot deset tisoč ljudi. Policija je pridržala 658 ljudi, med njimi Maksima Reznika, poslanca zakonodajne skupščine v Sankt Peterburgu in nekaj novinarjev.  Poltavčenko je avgusta 2017 preklical status Hyde Park na Marsovem polju, saj je zaradi narave pokopov in spomenikov neprimerna lokacija za shode. 